# Робітники Відня
Робітники Відня (нім. Die Arbeiter von Wien) — пісня, яка, ймовірно, була написана в 1927 році, коли 89 демонстрантів були вбиті пострілами в натовп під час так званого Липневого повстання у Відні. Текст робітничої пісні був написаний Фріцом Брюгелом (1897—1955), віденського поета та есеїста. Мелодію взято з радянського маршу «Біла армія, чорний барон» Самуїла Покрасса.

## Історія
Вперше пісня була виконана в 1929 році на 2-му Міжнародному дні робітничої молоді у Відні. Пісня набула більшого поширення в 1934 році під час і після лютневої боротьби між представниками австрійського робітничого руху та корпоративної фашистської диктатури і її організацій. Зокрема, у Відні, Штирії та Верхній Австрії робітники повстали проти австрофашизму спонтанно та без центрального керівництва. Їхня боротьба була криваво придушена, але пісня «Робітники Відня» увійшла в міжнародний пісенний антифашистський репертуар.

## Текст пісні
Wir sind das Bauvolk der kommenden Welt,

Wir sind der Sämann, die Saat und das Feld.

Wir sind die Schnitter der kommenden Mahd,

Wir sind die Zukunft und wir sind die Tat.

—Refrain

—So flieg’, du flammende, du rote Fahne,

—Voran dem Wege, den wir ziehn.

—Wir sind der Zukunft getreue Kämpfer.

—Wir sind die Arbeiter von Wien.

Herrn der Fabriken, ihr Herren der Welt,

Endlich wird eure Herrschaft gefällt.

Wir, die Armee, die die Zukunft erschafft,

Sprengen der Fesseln engende Haft.

—Refrain

Wie auch die Lüge uns schmähend umkreist,

Alles besiegend erhebt sich der Geist.

Kerker und Eisen zerbricht seine Macht,

Wenn wir uns ordnen zur letzten Schlacht.

—Refrain